# 板東湧梧
板東 湧梧（ばんどう ゆうご、1995年12月27日 - ）は、徳島県鳴門市出身のプロ野球選手（投手）。右投右打。福岡ソフトバンクホークス所属。

## 経歴

### プロ入り前
鳴門市大麻中学校では軟式野球部に所属し、徳島県立鳴門高等学校では甲子園に4度出場。
プロ球団からの評価は必ずしも高くはなく、高校卒業後はJR東日本に入社。身体づくりを中心としたトレーニングと投球術の習得に取り組んだ結果、都市対抗野球などで制球力のよさと緩急のコンビネーションを駆使した安定感のあるピッチングを見せ、プロ球団のスカウト陣からの評価を高めた。
2018年10月25日に行われたプロ野球ドラフト会議で福岡ソフトバンクホークスから4位指名を受けた。11月21日に契約金6000万円、年俸1000万円（金額は推定）で契約し、12月6日には入団発表会見が行われた。背番号は、同じJR東日本出身の攝津正が着用していた50。

### ソフトバンク時代
2019年は春季キャンプをA組でスタートし、開幕ローテーション入りを目指していたが、先発予定であった3月10日のオープン戦が雨天中止となると、同日の練習後に体調不調を訴え、インフルエンザA型と診断された。3月24日の二軍戦で実戦復帰を果たしたものの、開幕を二軍で迎えると、4月6日には二軍で流行したインフルエンザB型に罹患したことが発表された。同21日に戦列へ戻り、7月11日に開催されたフレッシュオールスターゲームでは1イニングを3者凡退に抑えた。ただ、ウエスタン・リーグでは21試合に登板して防御率4.14という成績であり、ルーキーイヤーは一軍登板が無くシーズンを終えた。オフに50万円減となる推定年俸950万円で契約を更改した。
2020年は新型コロナウイルスの影響で開幕延期となり、6月19日の開幕は二軍で迎えたものの、7月10日に初の一軍昇格。同14日のオリックス・バファローズ戦でプロ初登板を果たすと、その後はロングリリーフとして結果を残した。ムーアとバンデンハークが故障離脱していたチーム事情もあって、7月30日の埼玉西武ライオンズ戦でプロ初先発となったが、4回1/3を5失点で敗戦投手となった。続く8月6日の東北楽天ゴールデンイーグルス戦では、オープナーとして先発した笠谷俊介が2回1失点で降板し、板東が2番手として登板すると、3回無失点の好救援でプロ初勝利を挙げた。同13日のオリックス戦では2点リードの7回表に登板し、1イニングを無失点に抑えてプロ初ホールドを記録。ただ、この試合後に工藤公康監督が「僕の中では笠谷君と板東君はセットで考えたい」と話したように、主に笠谷がオープナーとして先発する試合のロングリリーフとして起用された。9月12日に右肘の炎症で出場選手登録を抹消され、10月13日に右肘の鏡視下骨棘および遊離体切除術を受けてシーズンを終えたものの、この年は一軍で15試合（1先発）に登板し、2勝2敗2ホールド・防御率2.56を記録。オフに550万円増となる推定年俸1500万円で契約を更改した。
2021年4月2日の二軍戦で手術からの実戦復帰を果たし、5月14日に一軍昇格。森唯斗とモイネロを欠く苦しいチーム事情の中で好投を続けると、8回のセットアッパーを任されるようになった。8月22日の千葉ロッテマリーンズ戦では代役守護神を務めていた岩嵜翔が連投中であったため、2点リードの9回表に登板し、1イニングを無失点に抑えてプロ初セーブを挙げた。この年は抑えとしての登板では救援失敗が目立ったものの、44試合の登板で0勝2敗1セーブ・防御率2.52、チーム2位の16ホールドを記録した。シーズン終了後は秋季キャンプを右肩痛で離脱すると福岡に戻り、シーズン中に一度痛みが出たという急性虫垂炎の手術を受けた。12月15日の契約更改交渉では球団からのアップ提示を保留したものの、同20日に行われた2度目の契約更改交渉では、前回と同じ提示額である1200万円増となる推定年俸2700万円でサインした。
2022年は1月22日に新型コロナウイルス陽性判定を受け、発熱と倦怠感の症状もあって自宅療養となり、春季キャンプは筑後のファーム施設（C組）でスタートすることとなった。2月23日にB組へ合流し、開幕は二軍で迎えたものの、4月5日に中継ぎとして一軍へ昇格。16試合に登板して防御率3.86を記録していたが、本来の状態ではなく、6月6日に出場選手登録を抹消され、その後は二軍で先発調整となった。千賀滉大の新型コロナウイルス陽性判定や大関友久の手術と先発陣のアクシデントが相次いだ事態を受け、8月5日に一軍へ合流し、翌6日に出場選手登録。中継ぎとして起用されたが、8月14日からはベンチを外れて先発調整となり、同19日の北海道日本ハムファイターズ戦でシーズン初先発。5回2/3を1安打無失点と好投し、シーズン初勝利を自身初の先発勝利で飾った。その後も先発ローテーションを回り、9月10日のオリックス戦では山本由伸と投げ合い、シーズン4度目の先発登板で初めて5回持たずに降板して敗戦投手となったが、続く同17日のオリックス戦でも山本と投げ合い、8回115球2失点と力投。打線の援護が無く、再び敗戦投手となったものの、プロ初完投を記録した。9月24日のロッテ戦で9回5安打1四球1奪三振無失点、120球の熱投でプロ初の完封勝利を挙げ、レギュラーシーズン最終戦かつチームのリーグ優勝が懸かった10月2日のロッテ戦でも5回無失点と好投した。この年は25試合（7先発）に登板し、3勝3敗3ホールド・防御率3.18を記録。ポストシーズンではCSファイナルステージ第2戦に先発したが、不運もあり、2回1/3を8安打2失点で降板し、勝敗は付かなかった。オフに700万円増となる推定年俸3400万円で契約を更改した。
2023年は開幕ローテーション6番手を直前まで高橋礼と争っていたが、高橋がローテ入りを勝ち取り、板東は4月4日に中継ぎとして出場選手登録された。交流戦に入ると、ロングリリーフで好投を見せ、6月15日の東京ヤクルトスワローズ戦でシーズン初先発。その後は登板機会の都合による登録抹消が2度ありながらも、シーズン終了まで先発ローテーションを回り、この年は30試合（11先発）の登板で5勝4敗1ホールド・防御率3.04を記録。オフに600万円増となる推定年俸4000万円で契約を更改した。
2024年は春季キャンプでは球の出力が上がらず、制球も思うようにいかない状態が続いた。オープン戦では出力に物足りなさを感じつつも結果を残し、開幕ローテーション6番手争いに加わったが、最後のアピールチャンスとなった3月20日の四軍戦では6回1/3を3失点。スチュワートJr.が滑り込みで開幕ローテーション入りを果たし、板東は二軍調整となり、4月下旬には背中を痛め、ブルペンでの投球再開までに2週間を要した。シーズン終盤になっても「やっぱりメカニック的に、力を入れるタイミングがはまらないというか、ちょっと自分の感覚とのギャップがありますね」と球速が上がらず、この年は4年ぶりに一軍登板ゼロ。二軍でも14試合の登板で3勝2敗・防御率3.88という成績に終わった。

## 選手としての特徴・人物
ワインドアップからトルネード気味に身体をひねるオーバースローが特徴的な右腕。フォークが最大の武器であり、2022年シーズンは被打率.094を記録している。変化球は他にスライダー・カットボール・カーブ・ツーシームを操り、ストレートの最速は154km/h。
愛称は「ばんさん」「男前」
ソフトバンク入団時にはアマ球界での実績のみならず容姿についても大いに注目され、加藤綾子や中丸雄一に顔立ちが似ていると報道されたのみならず、球団公式サイトがドラフト会議の結果を伝えた際にも「甘いマスクも人気」というスカウトのコメントが掲載された。

## 詳細情報

### 年度別投手成績
| 年 度     | 球 団        | 登 板 | 先 発 | 完 投 | 完 封 | 無 四 球 | 勝 利 | 敗 戦 | セ 丨 ブ | ホ 丨 ル ド | 勝 率 | 打 者 | 投 球 回 | 被 安 打 | 被 本 塁 打 | 与 四 球 | 敬 遠 | 与 死 球 | 奪 三 振 | 暴 投 | ボ 丨 ク | 失 点 | 自 責 点 | 防 御 率 | W H I P |
| --------- | ------------ | ----- | ----- | ----- | ----- | -------- | ----- | ----- | -------- | ----------- | ----- | ----- | -------- | -------- | ----------- | -------- | ----- | -------- | -------- | ----- | -------- | ----- | -------- | -------- | ------- |
| 2020      | ソフトバンク | 15    | 1     | 0     | 0     | 0        | 2     | 2     | 0        | 2           | .500  | 129   | 31.2     | 26       | 4           | 10       | 1     | 0        | 29       | 0     | 0        | 9     | 9        | 2.56     | 1.14    |
| 2021      | ソフトバンク | 44    | 0     | 0     | 0     | 0        | 0     | 2     | 1        | 16          | .000  | 165   | 39.1     | 28       | 4           | 17       | 1     | 2        | 41       | 1     | 0        | 13    | 11       | 2.52     | 1.14    |
| 2022      | ソフトバンク | 25    | 7     | 2     | 1     | 0        | 3     | 3     | 0        | 3           | .500  | 255   | 62.1     | 45       | 8           | 24       | 1     | 2        | 48       | 0     | 0        | 22    | 22       | 3.18     | 1.11    |
| 2023      | ソフトバンク | 30    | 11    | 0     | 0     | 0        | 5     | 4     | 0        | 1           | .556  | 349   | 83.0     | 73       | 5           | 34       | 0     | 3        | 58       | 1     | 0        | 32    | 28       | 3.04     | 1.29    |
| 通算：4年 | 通算：4年    | 114   | 19    | 2     | 1     | 0        | 10    | 11    | 1        | 22          | .476  | 898   | 216.1    | 172      | 21          | 85       | 3     | 7        | 176      | 2     | 0        | 76    | 70       | 2.91     | 1.19    |

- 2023年度シーズン終了時

### 年度別守備成績
| 年 度 | 球 団        | 投手  | 投手  | 投手  | 投手  | 投手  | 投手     |
| 年 度 | 球 団        | 試 合 | 刺 殺 | 補 殺 | 失 策 | 併 殺 | 守 備 率 |
| ----- | ------------ | ----- | ----- | ----- | ----- | ----- | -------- |
| 2020  | ソフトバンク | 15    | 1     | 5     | 0     | 0     | 1.000    |
| 2021  | ソフトバンク | 44    | 1     | 6     | 0     | 0     | 1.000    |
| 2022  | ソフトバンク | 25    | 5     | 8     | 0     | 1     | 1.000    |
| 2023  | ソフトバンク | 30    | 5     | 8     | 0     | 0     | 1.000    |
| 通算  | 通算         | 114   | 12    | 27    | 0     | 1     | 1.000    |

- 2023年度シーズン終了時

### 記録
初記録
投手記録
- 初登板：2020年7月14日 対オリックス・バファローズ1回戦（京セラドーム大阪）、7回裏に2番手で救援登板、2回1失点[108]
- 初奪三振：同上、8回裏に大城滉二から見逃し三振
- 初先発登板：2020年7月30日、対埼玉西武ライオンズ9回戦（福岡PayPayドーム）、4回1/3を5失点で敗戦投手[109]
- 初勝利：2020年8月6日、対東北楽天ゴールデンイーグルス9回戦（楽天生命パーク宮城）、3回裏に2番手で救援登板、3回無失点[110]
- 初ホールド：2020年8月13日、対オリックス・バファローズ9回戦（福岡PayPayドーム）、7回表に3番手で救援登板、1回無失点[111]
- 初セーブ：2021年8月22日、対千葉ロッテマリーンズ16回戦（福岡PayPayドーム）、9回表に7番手で救援登板・完了、1回無失点[112]
- 初先発勝利：2022年8月19日、対北海道日本ハムファイターズ19回戦（福岡PayPayドーム）、5回2/3を無失点[113]
- 初完投：2022年9月17日、対オリックス・バファローズ23回戦（京セラドーム大阪）、8回4安打2失点5奪三振で敗戦投手[114]
- 初完投勝利・初完封勝利：2022年9月24日、対千葉ロッテマリーンズ22回戦（福岡PayPayドーム）、9回5安打無失点5奪三振[115]

打撃記録
- 初打席：2023年6月2日、対広島東洋カープ1回戦（MAZDA Zoom-Zoom スタジアム広島）、3回表に床田寛樹から空振り三振

### 背番号
- 50（2019年 - ）

### 登場曲
- 「Flamingo」米津玄師（2019年）
- 「掌」Mr.Children（2019年）
- 「飛行艇」King Gnu（2020年）
- 「Teenager Forever」King Gnu（2020年）
- 「へでもねーよ」藤井風（2021年 - ）
- 「Flash!!!」King Gnu（2021年 - ）